# Зикункова, Ксения Павловна
Ксе́ния Па́вловна Зикунко́ва (2 февраля 1979, Кузнечное, Ленинградская область) — белорусская биатлонистка. Занимается биатлоном с 1998. Член олимпийской сборной команды Беларуси по биатлону на Олимпиаде в Турине.

## Кубок мира
- 2003—2004 — 48-е место (40 очков)
- 2005—2006 — 72-е место (8 очков)

## Достижения
- Чемпионаты мира:
  - 4 место, эстафета - 2003
- Кубок мира
  - Высшее место:
    - 48-е место в общем зачете в сезоне 03/04
- Участница Олимпийских игр 2002 года и 2006 года.